# Comuna Mervînți, Moghilău
Mervînți (în ucraineană Мервинці) este o comună în raionul Moghilău, regiunea Vinnița, Ucraina, formată din satele Mervînți (reședința) și Novomîkilsk.

## Demografie
Componența lingvistică a satului Mervînți
     Ucraineană (89,83%)
     Rusă (10,17%)
Conform recensământului din 2001, majoritatea populației satului Mervînți era vorbitoare de ucraineană (89,83%), existând în minoritate și vorbitori de rusă (10,17%).